# ISO 3166-2:NC
Kódy ISO 3166-2 pro Novou Kaledonii neidentifikují žádné regiony (stav v roce 2015).